# Aneilema
Aneilema, biljni rod iz porodice puzavaca, dio su potporodice Commelinoideae. Rod je raširen u tropskoj i suptropskoj Africi, nešto u tropskoj Aziji, Australija, Pacifik, 2 u Južnoj Americi.

## Opis
To su široko rasprostranjene jednogodišnje ili višegodišnje zeljaste biljke. Mogu imati uspravnu stabljiku ili puzeću. Imaju tanko zimzeleno lišće i plave cvjetove obično u malim metlicama i ponekad se uzgajaju.,
Rod je prvi puta opisan u Prodr. Fl. Nov. Holland.: 270 (1810)

## Vrste
1. Aneilema acuminatum R.Br.
2. Aneilema aequinoctiale (P.Beauv.) G.Don
3. Aneilema alatum Koord.
4. Aneilema angolense C.B.Clarke
5. Aneilema aparine H.Perrier
6. Aneilema arenicola Faden
7. Aneilema benadirense Chiov.
8. Aneilema beniniense (P.Beauv.) Kunth
9. Aneilema biflorum R.Br.
10. Aneilema brasiliense C.B.Clarke
11. Aneilema brenanianum Faden
12. Aneilema brunneospermum Faden
13. Aneilema calceolus Brenan
14. Aneilema chrysopogon Brenan
15. Aneilema clarkei Rendle
16. Aneilema dispermum Brenan
17. Aneilema dregeanum Kunth
18. Aneilema ephemerum Faden
19. Aneilema forskalii Kunth
20. Aneilema gillettii Brenan
21. Aneilema grandibracteolatum Faden
22. Aneilema hirtum A.Rich.
23. Aneilema hockii De Wild.
24. Aneilema homblei De Wild.
25. Aneilema indehiscens Faden
26. Aneilema johnstonii K.Schum.
27. Aneilema lamuense Faden
28. Aneilema lanceolatum Benth.
29. Aneilema leiocaule K.Schum.
30. Aneilema longicapsa Faden
31. Aneilema longirrhizum Faden
32. Aneilema macrorrhizum T.C.E.Fr.
33. Aneilema minutiflorum Faden
34. Aneilema mortonii Brenan
35. Aneilema neocaledonicum Schltr.
36. Aneilema nicholsonii C.B.Clarke
37. Aneilema nyasense C.B.Clarke
38. Aneilema obbiadense Chiov.
39. Aneilema paludosum A.Chev.
40. Aneilema pedunculosum C.B.Clarke
41. Aneilema petersii (Hassk.) C.B.Clarke
42. Aneilema plagiocapsa K.Schum.
43. Aneilema pomeridianum Stanf. & Brenan
44. Aneilema pusillum Chiov.
45. Aneilema recurvatum Faden
46. Aneilema rendlei C.B.Clarke
47. Aneilema richardsiae Brenan
48. Aneilema schlechteri K.Schum.
49. Aneilema sclerocarpum F.Muell.
50. Aneilema sebitense Faden
51. Aneilema setiferum A.Chev.
52. Aneilema siliculosum R.Br.
53. Aneilema silvaticum Brenan
54. Aneilema somaliense C.B.Clarke
55. Aneilema spekei C.B.Clarke
56. Aneilema succulentum Faden
57. Aneilema tanaense Faden
58. Aneilema taylorii C.B.Clarke
59. Aneilema termitarium Faden
60. Aneilema trispermum Faden
61. Aneilema umbrosum (Vahl) Kunth
62. Aneilema usambarense Faden
63. Aneilema welwitschii C.B.Clarke
64. Aneilema woodii Faden
65. Aneilema zebrinum Chiov.

## Sinonimi
- Amelina C.B.Clarke; Commelyn. Cyrtandr. Bengal.: 38 (1874)
- Ballya Brenan; Kew Bull. 19: 63 (1964)
- Bauschia Seub. ex Warm.; Vidensk. Meddel. Naturhist. Foren. Kjøbenhavn 1872: 123 (1872)
- Lamprodithyros Hassk.; Flora 46: 388 (1863)
- Phaeneilema G.Brückn.; Beibl. Bot. Jahrb. Syst. 137: 63 (1926)